# Coveland
Coveland az Amerikai Egyesült Államok északnyugati részén, Washington állam Island megyéjében elhelyezkedő önkormányzat nélküli település.
Coveland postahivatala 1857 és 1881 között működött. Az 1850-ben alapított település nevét a közeli öbölről („Penn’s Cove”) kapta.

## Fordítás
- Ez a szócikk részben vagy egészben  a   Coveland, Washington című angol Wikipédia-szócikk ezen változatának fordításán alapul.  Az eredeti cikk szerkesztőit annak laptörténete sorolja fel. Ez a jelzés csupán a megfogalmazás eredetét és a szerzői jogokat jelzi, nem szolgál a cikkben szereplő információk forrásmegjelöléseként.